# 約翰 (布蘭登堡-科斯琴藩侯)
約翰（德語：Johann von Brandenburg-Küstrin，1513年8月3日—1571年1月13日），布蘭登堡-科斯琴藩侯，選侯約阿希姆一世的次子。

## 家庭
1537年，約翰與不倫瑞克-沃爾芬比特爾的卡塔里娜結婚，兩人共有兩個女兒：
1. 伊莉莎白（英语：Elisabeth of Brandenburg-Küstrin）（1540年—1578年），格奧爾格·腓特烈的妻子
2. 卡塔里娜（1549年—1602年），約阿希姆·腓特烈的妻子